# HMS Irresistible (1898)
La HMS Irresistible è stata una delle tre navi da battaglia pre-dreadnought che componevano la classe Formidable, appartenente alla Royal Navy ed entrata in servizio al principio del XX secolo.
Dopo aver prestato servizio nella Mediterranean Fleet fino al 1908, la Irresistible passò all'8º squadrone della Home Fleet nel 1914, con la prima guerra mondiale appena iniziata. Nel febbraio 1915 fu inviata nel Mediterraneo orientale allo stretto dei Dardanelli, parte di una numerosa flotta alleata riunita per abbattere l'Impero ottomano: partecipò ad alcuni bombardamenti delle fortificazioni turche nella penisola di Gallipoli, ma nel pomeriggio del 18 marzo urtò una mina marina. La Irresistible affondò quella sera stessa dopo essere stata crivellata dall'artiglieria avversaria a terra.

## Descrizione
La HMS Irresistible era una corazzata pre-dreadnought: significava che la sua batteria principale era composta da cannoni di calibro differente disposti su tutti i lati dello scafo in postazioni blindate. La nave era lunga 125 metri alla linea di galleggiamento e 131,70 metri comprendendo anche la parte di scafo sommersa; la larghezza massima di 22,80 era riscontrabile a mezzanave; il pescaggio misurava 8,20 metri. L'unità dislocava a vuoto 14 658 tonnellate e a pieno carico 15 805 tonnellate. Una fonte riporta dati un poco differenti: riferisce una lunghezza da prua a poppa di 121,92 metri, un pescaggio di 7,90 metri e un dislocamento a vuoto di 14.500 tonnellate.
Lungo l'asse longitudinale dello scafo erano state installate due torrette binate, una a prua e una poppa, dove erano alloggiati quattro cannoni da 305 mm lunghi 40 calibri (L/40); sulle due fiancate, sistemati in casematte singole, si trovavano dodici cannoni da 152 mm a tiro rapido. A ciascun angolo del ponte erano stati collocati due pezzi da 76 mm a tiro rapido protetti da barbette corazzate, per un totale di otto; altri otto cannoni di pari calibro in barbetta (ovvero in un alloggiamento a cielo aperto) erano posizionati a mezzanave, quattro per lato: nel complesso erano disponibili sedici cannoni da 76 mm. Infine erano presenti sei pezzi Hotchkiss da 47 mm a tiro rapido in impianti singoli e quattro tubi lanciasiluri da 457 mm, situati sotto la linea di galleggiamento. Una sola fonte parla di due mitragliatrici Maxim.
La corazzatura del tipo Krupp, grazie alla sua resistenza, permise d'incrementarne lo spessore senza dover ridurre le dimensioni e il tonnellaggio della nave. Alla cintura misurava 230 mm; le barbette erano da 305 mm; l'alloggiamento dei pezzi in torretta arrivava a 255 mm e i ponti variavano da un minimo di 25 mm a un massimo di 76 mm. Le paratie stagne variavano tra i 230 mm e i 300 mm; le casematte dei cannoni singoli lungo le fiancate dello scafo erano spesse da 200 mm a 255 mm. La torre di comando era la parte più protetta della nave con corazze da 355 mm.
Il complesso propulsore era formato da venti caldaie a tubi d'acqua Belleville; esse alimentavano due motrici a tre cilindri a tripla espansione verticale, cui erano collegati due alberi con un'elica ognuno. Il combustibile utilizzato era il carbone. La potenza erogata era di 15.000 shp e la velocità massima raggiungeva i 18 nodi (circa 34 km/h).
La consistenza dell'equipaggio non è certa: una fonte riporta 711 uomini e una seconda afferma fosse di 780 uomini; una terza fonte, che concorda con la precedente, precisa che l'equipaggio era aumentato a 810 effettivi se l'unità diveniva nave ammiraglia.

## Storia

### Costruzione e test
La Irresistible faceva parte della classe di navi da battaglia Formidable, nata come un miglioramento della classe Majestic con particolare riguardo per la manovrabilità; ciononostante la tenuta in mare aperto non fu del tutto soddisfacente. La classe Formidable fu, però, molto più somigliante alla classe Canopus grazie all'adozione della corazzatura Krupp e delle caldaie a tubi d'acqua; con tali innovazioni le Formidable poterono essere dotate di corazzature più estese, più spesse e furono in grado d'imbarcare una versione più potente del pezzo navale Armstrong Whitworth BL 12 inch da 305 mm. La principale differenza tra le classi Formidable e Canopus risiedeva nei due fumaioli tra loro più distanti; inoltre quello anteriore era più vicino all'albero di trinchetto.
La Irresistible fu impostata al Chatham Dockyard l'11 aprile 1898, seconda della classe, e fu varata il 15 dicembre dello stesso anno; i lavori di completamento furono tuttavia molto più lunghi ed ebbero termine al principio del 1902. La costruzione della corazzata aveva richiesto 1.122.636 sterline dell'epoca, il prezzo più elevato delle tre navi componenti la classe. Alle prove di velocità l'apparato motore sviluppò una potenza massima di 15.603 shp e spinse la Irresistible alla velocità di 18,2 nodi, equivalenti a circa 34,6 chilometri orari.

### Il servizio nel Mediterraneo
La Irresistible entrò in servizio con al Royal Navy nel febbraio 1902 e fu inviata a Gibilterra come nave da guardia per sostituire l'obsoleta nave da battaglia HMS Devastation, da diversi anni adoperata in questo ruolo. Il comandante in capo delle forze navali britanniche nel mar Mediterraneo, ammiraglio sir Compton Domvile, decise però di aggregare la Irresistible al proprio squadrone in quanto la considerava un'unità decisamente potente, da non sprecare in compiti di pattugliamento. La corazzata rimase nelle file della Mediterranean Fleet fino al 1908, poi fece ritorno nelle acque nazionali e venne aggregata alla Home Fleet.

### Il primo anno di guerra
Subito dopo la deflagrazione della prima guerra mondiale, nell'agosto 1914 la Irresistible e le altre navi della classe Formidable furono organizzate nel 5º squadrone da battaglia, che aiutò a trasportare il battaglione "Portsmouth" dei Royal Marines al porto belga di Ostenda al fine di sostenere i provati difensori contro gli attacchi tedeschi. Fu quindi inserita nella Dover Patrol comandata dall'ammiraglio Horace Hood, con la quale prese parte ad alcuni bombardamenti delle coste belga in mano alla Germania, eseguiti a ottobre e novembre 1914; il 3 novembre non riuscì però a prendere il mare in tempo per colpire le unità della Kaiserliche Marine che avevano condotto un raid sulle coste britanniche.

### Gallipoli e l'affondamento
Il 1º febbraio 1915 l'Irresistible e la HMS Majestic fecero rotta per lo stretto dei Dardanelli, dove gli anglo-francesi stavano raccogliendo una grande flotta per assestare un grave colpo all'Impero ottomano (alleato di Germania e Austria-Ungheria) e forse costringerlo a uscire dal conflitto. Nei primi cannoneggiamenti di febbraio la Irresistible fece parte della 2ª divisione navi da battaglia; poi fu trasferita alla 3ª sub-divisione della divisione II, in seno allo squadrone da battaglia franco-britannico.
Il 18 marzo 1915 la Irresistible affiancata dalle navi da battaglia HMS Albion, HMS Ocean e HMS Vengeance condusse un altro tentativo di forzare lo stretto; la corazzata fermò le macchine e dalla distanza di circa 10.000 metri prese sotto il tiro dei cannoni i forti ottomani, tuttavia la corrente continuò a trascinarla e alle 16:15 colpì una mina navale, ancorata al fondale marino e posta sotto il livello delle onde. L'ordigno scoppiò sotto la sentina in corrispondenza della sala macchina di dritta, molto vicino alla linea di mezzeria; il locale si allagò rapidamente e solo tre uomini riuscirono a mettersi in salvo. Poco dopo la paratia stagna che divideva i due gruppi motori cedette alla pressione dell'acqua e anche la sala macchine di babordo fu completamente sommersa: la Irresistible accusò uno sbandamento di 7° con la poppa già in parte sott'acqua e quando cominciò a essere inquadrata dall'artiglieria avversaria, il capitano D. L. Dent dette l'ordine di abbandonare la nave. Il cacciatorpediniere Wear si accostò e riuscì a trarre in salvo 582 marinai e 28 ufficiali sotto il pesante fuoco proveniente da terra; soltanto il capitano Dent con altri dieci volontari rimase a bordo per sistemare il cavo da rimorchio lanciato dalla Ocean: il tentativo andò a vuoto varie volte e alle 17:50 circa la Irresistible venne abbandonata.
Sebbene gravemente danneggiata, la corazzata galleggiava ancora e per la notte fu pianificata un'operazione di recupero mediante cacciatorpediniere e dragamine, che però non riuscì a rintracciarla. Infatti la Irresistible, poco dopo l'abbandono, era stata risospinta a riva dalle correnti e, ripetutamente colpita dai cannoni turchi, era affondata intorno alle 19:30. Nell'affondamento perirono sia la mascotte di bordo, un gatto di nome Togo, sia il capo fuochista William Burrows che aveva cercato di salvarlo.